# Klyxen
Klyxen är ett område söder om Öregrund.

## Namnet
Namnet är besläktat med klyka och dialektordet klysna, som betyder samma sak. Klyxen är ett så kallat ö-namn och 5-meterskurvan visar på den gamla öns sydsida en äldre strandkontur som påminner om en klyka. Den södra är nu nästan uttorkad men har sträckt sig norrut nära den andra. Namnet visar delningen eller klyvningen av två grannsjöar. Namnet finns för första gången på en karta från år 1686, och omnämns i skrift år 1802. Ett annat tänkbart ursprung till ortnamnet Klyxen är formen på den intilliggande Rackfjärden som från ovan har formen av en klyka.